# Patrologia Graeca
Patrologia Graeca је била француска едиција историјских извора.

## Едиција
Идејни творац Patrologia Graeca био је Жак-Пол Мињ (1800-1875). Када је 1857. године завршио са издавањем Patrologia Latina, Мињ је започео са издавање свог другог грандиозног пројекта - грчке патрологије. Рад је трајао у периоду од 1857. до 1866. године. У 161 књизи Patrologia Latina обухваћене су биографије грчких отаца од папе Климента I до кардинала Висариона. 